# Szatania Kopka
Szatania Kopka (2373 m) – niewielkie kopulaste wzniesienie w Grani Baszt, w słowackich Tatrach Wysokich. Grań ta oddziela Dolinę Młynicką (po zachodniej stronie) od Doliny Mięguszowieckiej (po wschodniej stronie). Szatania Kopka znajduje się w południowo-wschodniej grani Szatana, pomiędzy Niżnimi Szatanimi Wrótkami (2364 m) i Szatanim Karbem (2362 m). Od wschodniej strony jest ledwo rozróżnialna, w jej zachodniej ścianie znajduje się żeberko, które rozdziela najwyższą część depresji zachodniej ściany Szatana.
W Grani Baszt liczne obiekty mają szatańskie, czarcie, diabelskie lub piekielne nazewnictwo. Związane są z powtarzającym się zjawiskiem spadania kamieni, które przypisywano diabłom zrzucającym głazy na poszukiwaczy diabelskich skarbów. 